# جريس (المنيا)
قرية جريس  هي إحدي القرى التابعة لمركز أبو قرقاص بمحافظة المنيا في جمهورية مصر العربية. حسب إحصاءات سنة 2006، بلغ إجمالي السكان في جريس 14862 نسمة، منهم 7717 رجل و7145 امرأة.